# Piotr Sonnewend

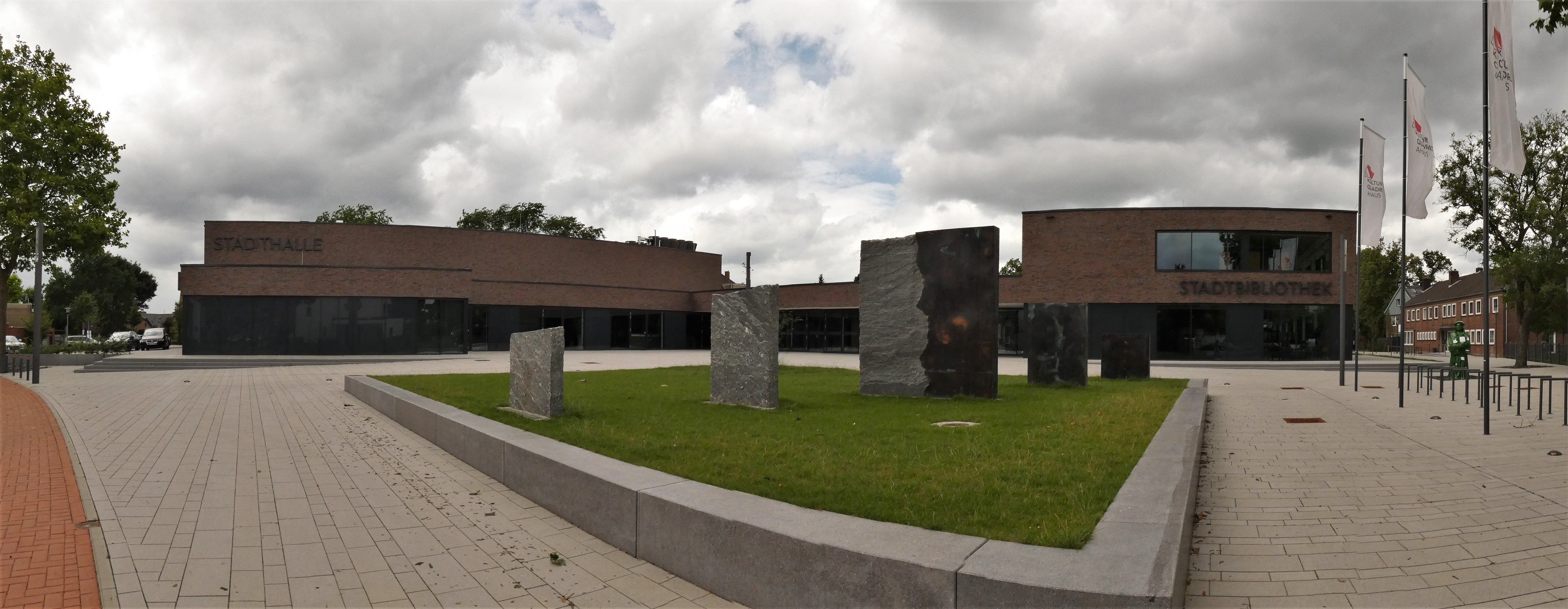
Rzeźby przed salą miejską i biblioteką w Ahaus

Piotr Sonnewend (ur. 1953 w Poznaniu) – polski malarz, rysownik, scenograf i performer.

## Życiorys
Studiował na Wydziale Malarstwa, Grafiki i Rzeźby poznańskiej Akademii Sztuk Pięknych (w pracowni prof. Józefa Fliegera i prof. Lucjana Mianowskiego, dyplom w 1979), a potem odbył praktykę scenograficzną w warszawskim Teatrze Studio (u prof. Józefa Szajny). W 1981 na stałe opuścił Polskę i wyjechał do Niemiec. Mieszkał w Berlinie, Schöppingen, a od 1997 w Legden. Miał stałą gościnną profesurę przy uczelniach artystycznych w Poznaniu, Gdańsku, Paderbornie, Essen, Enschede i Bochum. Jego prace pozostają w zbiorach Muzeum Narodowego w Poznaniu, Muzeum Paula Rubensa w Siegen, Królewskiego Muzeum Sztuk Pięknych w Brukseli, jak również w przestrzeniach publicznych takich miast, jak Schöppingen, Heek-Nienborg i Ahaus. W 2019 obronił pracę doktorską na Uniwersytecie Artystycznym w Poznaniu (tytuł: Rysunek monochromatyczny jako podstawa wyrażania treści twórczej. Barwność grafitu i złudne efekty nieznanych struktur oraz zagubienia w rysunkowym samospełnieniu).

## Twórczość
Tworzy wielkoformatowe rysunki, litografie, scenografie, jak również inscenizuje performancy. Jego ulubiona technika, oprócz rysunku i litografii, to autoofset. Stara się podkreślać specyficzne właściwości użytkowanych materiałów i technik, jednak nadając im eksperymentalne formy wyrazu. Jego prace mają zróżnicowana powierzchnię, delikatne struktury rysunkowe i są najczęściej monochromatyczne.

## Wystawy
Wystawiał m.in. w Poznaniu, Warszawie, Krakowie, Sofii, Liège, San Vito, a od 1981 najczęściej w Niemczech, Holandii i Włoszech. 

## Nagrody
Jest laureatem m.in. następujących nagród:
- Nagrody Ministra Kultury i Sztuki dla najlepszych studentów Szkół Artystycznych w Polsce (1976),
- Nagrody im. Wronieckiego (Poznań, 1980),
- Nagrody Wolfgang-Borchert-Theater za najlepszą scenografię (1990),
- Nagrody Muzeum Narodowego w Münster za Najlepszą Grafikę Roku (2005),
- I nagrody za najciekawszy Rysunek Roku, Halle (Kunsthalle, 2007)[2].